# Barnflickkamera

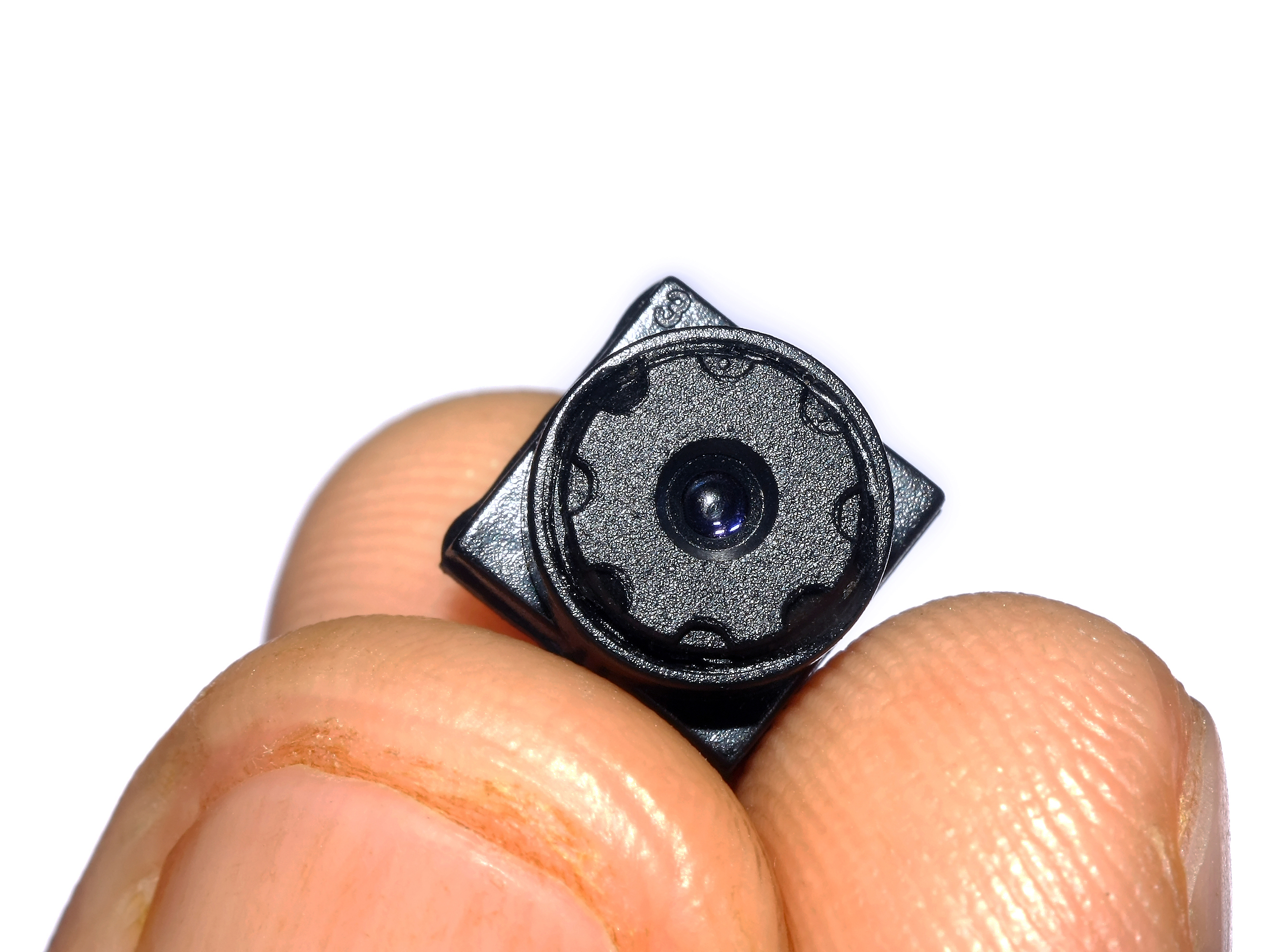
8 mm × 8 mm objektiv (med inbyggd bildsensor) som används för mini-videokameror.

Barnflickkamera eller Nanny camera (förkortat Nanny cam) är en dold videokamera som i hemlighet sätts in i hem för att övervaka aktiviteten, ofta i samband med att en barnflicka bor och arbetar där, med syfte att spela in om barnflickan misshandlar barnet eller på andra sätt behandlar det illa.

## Beskrivning
Mottagaren kan kopplas till en videobandspelare eller digital videospelare, eller en bärbar mottagarskärm som föräldrarna kan bära med sig mellan rummen och titta till barnen. Kameran kan även kopplas upp till ett Internetbredband för kontroll medan föräldrarna är borta.
Den kan kopplas till videospelaren antingen med:
- en kabel (som X10)
- eller en trådlös sändare placerad i kameran och en trådlös mottagare.

Många nyhetsrapporteringar har handlat om en dold kamera som spelat in barnflickor som misshandlat barnet. De kan också användas för att bevisa en misstänkt misshandlares skuld eller oskuld.
Kamerorna kan finnas i olika former. De kan gömmas i barnets teddybjörn, väggklockan, en klockradio, en blomma eller en ansiktsservettlåda.
Av bekvämlighetsskäl kan de flesta kamerorna använda inbyggda sändare för att sända videofilmen till en inspelningsapparat i annat rum eller på annan våning.
USA:s lagstiftning Title 18, kapitel 119, section 2512 förbjuder avlyssning av muntlig kommunikation i "smyg" som en dold kamera, varför de flesta kamerorna inte finns tillgängliga med ljudinspelning.  Vissa kameror säljs ändå med möjligheten att spela in ljud, men att spela in ljudet uppmuntras inte på grund av lagarna.